# Common Dreads
Common Dreads è il secondo album in studio del gruppo musicale britannico Enter Shikari, pubblicato nel giugno 2009 dalla Ambush Reality nel Regno Unito e dalla PIAS Recordings nel resto d'Europa, dalla Tiny Evil Records negli Stati Uniti e dalla Hostess Entertainment in Giappone.
Al 2012, l'album ha venduto oltre 100 000 copie in tutto il mondo.

## Descrizione
Rispetto al precedente Take to the Skies, il secondo album in studio degli Enter Shikari presenta, in aggiunta al mix di post-hardcore e metal con sonorità trance, l'utilizzo di altri generi di musica elettronica come quella da rave e della drum and bass e l'introduzione del rapping e parti parlate in alcuni brani, caratteristica che la band manterrà e svilupperà ancor più nelle successive produzioni. Il disco si avvicina maggiormente anche al rock alternativo rispetto al precedente album. NME, in particolare, lo ha descritto come un mix di post-hardcore, nu metal e musica da rave, e altri critici l'hanno definito come un mix tra l'elettronica degli Atari Teenage Riot e le melodie degli At the Drive-In.
Secondo quanto detto dal cantante Rou Reynolds, l'album parla delle cose che affliggono ogni giorno le persone a livello globale, come i cambiamenti climatici catastrofici, le guerre, il terrorismo, le grandi società televisive, l'imperialismo moderno e gli effetti del capitalismo.

## Tracce
Testi di Rou Reynolds, musiche degli Enter Shikari.
1. Common Dreads – 2:08
2. Solidarity – 3:16
3. Step Up – 4:40
4. Juggernauts – 4:44
5. Wall – 4:29
6. Zzzonked – 3:27
7. Havoc A – 1:40
8. No Sleep Tonight – 4:16
9. Gap in the Fence – 4:07
10. Havoc B – 2:52
11. Antwerpen – 3:15
12. The Jester – 3:55
13. Halcyon – 0:42
14. Hectic – 3:17
15. Fanfare for the Conscious Man – 3:45

Tracce bonus nell'edizione iTunes
1. Enter Shikari (Live Track) – 4:00
2. Labyrinth (Live Track) – 3:29
3. Return to Energiser (Live Track) – 5:46

Tracce bonus nell'edizione giapponese
1. We Can Breathe in Space, They Just Don't Want Us to Escape – 5:54
2. All Eyes on the Saint – 5:53

## Formazione
Enter Shikari
- Rou Reynolds – voce, chitarra acustica, piano, organo, tastiera, programmazione, sintetizzatore; tromba e trombone in The Jester e Fanfare for the Conscious Man; bongo in Hectic
- Rory Clewlow – chitarra, voce secondaria; bongo in Hectic
- Chris Batten – basso, voce secondaria
- Rob Rolfe – batteria, percussioni, cori

Altri musicisti
- Dan Weller – chitarra addizionale

Cori aggiuntivi
- Andy Gray (in Hectic)
- Esther Draper (in Solidarity)
- Anna Newton (in Solidarity)
- Hannah Griffiths (in Solidarity)
- Kelly Grooves (in Solidarity)
- Aaron Weeks
- Adam Pettit
- Ben Tippetts
- Luke Jefferies
- Luke Woodford
- Nathan Russell
- Ross Maybe
- Thom Gannaway

Produzione
- Andy Gray – produzione, ingegneria del suono, missaggio
- Enter Shikari – produzione
- Tim Young – mastering
- Dominic Murphy – illustrazioni

## Classifiche
| Classifica (2009) | Posizione massima |
| ----------------- | ----------------- |
| Australia         | 55                |
| Belgio (Fiandre)  | 94                |
| Germania          | 96                |
| Giappone          | 77                |
| Regno Unito       | 16                |